# Pradosia beardii
Pradosia beardii – gatunek rośliny należący do rodziny sączyńcowatych. Jest gatunkiem występującym na terenie od Wenezueli do Gujany.